# دانشگاه تی‌کیو
دانشگاه تِی‌کیو (به ژاپنی: 帝京大学, teikyō daigaku) یک دانشگاه خصوصی است که در ایتاباشی-کو، توکیو در ژاپن قرار دارد.